# Hammarbyhöjden
Hammarbyhöjden is een station van de Stockholmse metro op 3,8 spoorkilometer ten zuiden van Slussen. Het is het eerste station van de zuid-oosttak, lijn T17, die vanaf het midden van de jaren vijftig werd aangelegd naar de metrovoorsteden in het zuidoosten. 
Het station ligt bovengronds en heeft twee ingangen, de westelijke ligt in de voetgangerstunnel tussen het Finn Malmgren plein en het Tidaholmsplein. De oostelijke ligt onder de metrobruggen over de Ulicrehamnsvägen en eenmaal boven wordt over een voetpad tussen de sporen de oostkant van het perron bereikt. Het kunstwerk in het station is het kleinste van het metronet. Het is een stenen afbeelding van een bok van 30 x 40 cm, die werd aangebracht bij de uitgang aan de Ulicrehamnsvägen. Toen het station in 2003 werd verbouwd is het kunstwerk verplaatst naar de toegangspoortjes.

## Galerij

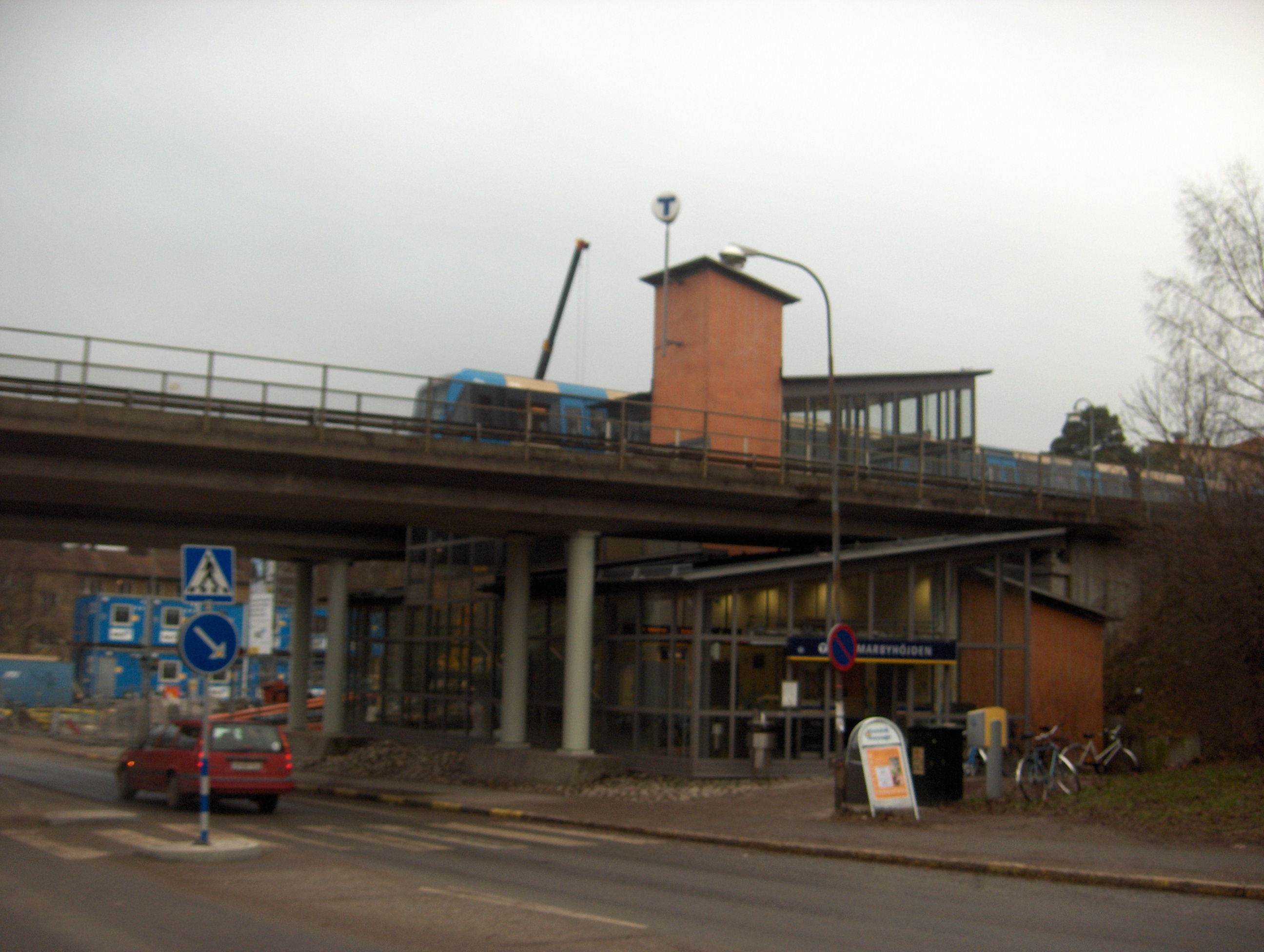
De oostelijke ingang

Åkeshov· 
Brommaplan·
Abrahamsberg· 
Stora Mossen· 
Alvik · 
Kristineberg · 
Thorildsplan  · 
Fridhemsplan · 
S:t Eriksplan · 
Odenplan  · 
Rådmansgatan  · 
Hötorget · 
T-Centralen ·  
Gamla Stan · 
Slussen · 
Medborgarplatsen ·  
Skanstull · 
Gullmarsplan ·  
Skärmarbrink·  
Hammarbyhöjden·  
Björkhagen·  
Kärrtorp ·  
Bagarmossen·  
Skarpnäck